# Concilie van Hippo
Het Concilie van Hippo had plaats in 393 in Hippo Regius in wat nu Algerije is. Tijdens dit concilie werd de canon van de Bijbel samengesteld. Deze werd later tijdens het Concilie van Carthago officieel bekrachtigd.